# Sozialistischer Patriotischer Jugendverband
Der Sozialistische Patriotische Jugendverband (SPJV) ist eine staatliche Massenorganisation für Kinder und Jugendliche in Nordkorea. Der Organisation gehören nach offiziellen nordkoreanischen Angaben acht Millionen Mitglieder an – „fünf Millionen Jugendliche im Alter von 14 bis 30 Jahren, drei Millionen Pioniere.“ Sie gilt als „Reserve und zuverlässiger Helfer der PdAK“ die sich „einzig und allein von den revolutionären Ideen Kim Il Sungs leiten“ lasse. Der SPJV gehört dem Weltbund der Demokratischen Jugend (WBDJ) an.

## Geschichte
Am 28. August 1927 entstand zunächst der Kommunistische Jugendverband Koreas (KJVK). Kim Il Sung (1912–1994), der spätere Staats- und Parteichef Nordkoreas, gehörte bereits zu den zahlreichen Gründungsmitgliedern. Heute ist der 28. August als Jahrestag der Verbandsgründung in Nordkorea offizieller Tag der Jugend.
Am 17. Januar 1946 schuf Kim Il Sung dann den Demokratischen Jugendverband Koreas (DJV). Der DJV hat nach nordkoreanischer Geschichtsschreibung als Jugendverband der PdAK eine wichtige Rolle bei der Durchführung der sozialistischen Revolution in Nordkorea gespielt. Während seiner Schulzeit war Kim Il Sungs Sohn Kim Jong Il im DJV aktiv, ab September 1957 als stellvertretender Vorsitzender des Schulkomitees des DJV an der Ersten Pjöngjanger Mittelschule.
Im Mai 1964 benannte sich der Verband in Verband der Sozialistischen Jugend der Arbeit Koreas (VSJAK) um. Im Oktober 1981 fand der VII. Kongress des VSJAK statt. Der Verband führte 1989 in Pjöngjang die 13. Weltfestspiele der Jugend und Studenten durch.
Im Januar 1996 gab sich der Verband seinen bis August 2016 bestehenden Namen Sozialistischer Jugendverband „Kim Il-sung“.
Anlässlich des 9. Kongresses des Sozialistischen Jugendverbandes „Kim Il-sung“ vom 27. bis 28. August 2016 wurde die Massenorganisation in Kimilsungistisch-Kimjongilistischer Jugendverband (KKJV) umbenannt.
Auf dem 10. Kongress des Verbandes im April 2021 erfolgte eine erneute Umbenennung. Der Verband trägt nun den Namen Sozialistischer Patriotischer Jugendverband (SPJV).

### Bezeichnung
- 1927 bis 1946: Kommunistischer Jugendverband Koreas
- 1946 bis 1964: Demokratischer Jugendverband Koreas
- 1964 bis 1996: Verband der Sozialistischen Jugend der Arbeit Koreas
- 1996 bis 2016: Sozialistischer Jugendverband „Kim Il-sung“
- 2016 bis 2021: Kimilsungistisch-Kimjongilistischer Jugendverband
- seit 2021: Sozialistischer Patriotischer Jugendverband

## Schriften der Verbandsleitung
- Kim Il Sung, Über die Gründung des Demokratischen Jugendverbandes. Abschlussrede auf der Konferenz des demokratischen Jugendaktivs, 29. Oktober 1945. (Memento vom 20. Dezember 2005 im Internet Archive) (PDF; 31 kB)
- Kim Jong Il, Jugendliche, werdet der Partei und dem Führer unwandelbar treuergebene Avantgardisten! Schreiben an die Jugendlichen und VSJAK−Funktionäre der Republik zu Ehren des erstmalig begehenden Tages der Jugend, 26. August 1991. (Memento vom 20. Dezember 2005 im Internet Archive) (PDF; 45 kB) Verlag für Fremdsprachige Literatur Pyongyang, Korea 1991.
- Kim Jong Il, Zur weiteren ruhmvollen Ausstrahlung der Ideologie und Führungsverdienste des Genossen Kim Il Sung über die Jugendbewegung. Abhandlung für die Zeitung „Chongnyonjonwi“, das Organ des Zentralvorstandes des Sozialistischen Jugendverbandes „Kim Il Sung“, anläßlich der 5. Wiederkehr des Tages der Jugend, 24. August 1996. (Memento vom 20. Dezember 2005 im Internet Archive) (PDF; 40 kB) Verlag für Fremdsprachige Literatur Pyongyang, Korea 1996.